# 浅葱鼠
浅葱鼠（あさぎねず）とは、曇天の空の色に近い青緑色をおびた渋い鼠色のことである。 色名は文字どおり浅葱色に近い鼠色に由来しており、鼠色が流行した江戸時代に生まれた色名である。

## 概要
浅葱鼠は鼠色の系統であるが、色合い的には鼠色がかった浅葱色というほうが近く、錆浅葱より彩度が低い色合いである。江戸時代は鼠色が大流行し、浅葱が付く色名も数多く生まれた。水浅葱、花浅葱、鴇浅葱、薄浅葱などの色も同時代に派生した色である。

## シヤチハタのネーム9
シヤチハタは創業95周年を記念して、日本文化が誇る美しい色である『ネーム9』のラインナップに浅葱鼠を加えた。古来より、暮らしの中に息づいてきた日本の伝統色として、薄紅（うすべに）、桜鼠（さくらねず）、灰白（はいじろ）、浅葱鼠（あさぎねず）、青鈍（あおにび）の5色を用意した。